# O ataque ao Senado Romeno em 1920
O ataque ao Senado romeno em 1920 foi realizado em 8 de dezembro de 1920 pela instalação e detonação de uma bomba artesanal por um grupo terrorista de extrema esquerda.
Em 8 de dezembro de 1920, Max Goldstein, Saul Osias e Leon Lichtblau lançaram um ataque terrorista com uma bomba caseira plantada no salão do Senado romeno. A explosão matou o ministro da Justiça Dimitrie Greceanu, que morreu no hospital, e os senadores Demetriu Radu e Spirea Gheorghiu. Como resultado do ataque, o Presidente do Senado, Constantin Coandă e os bispos ortodoxos Nifon Nicolescu e Roman Ciorogariu também foram feridos.
O ataque levou à condenação dos comunistas no julgamento de Dealul Spirii e ao banimento do Partido Comunista. O líder do partido comunista,  Gheorghe Cristescu, rejeitou qualquer acusação de conspiração. As diretrizes da Internacional Comunista recomendavam ações violentas, mas a participação do Partido Comunista no ataque não era certa. Em seu depoimento, Cristescu argumentou que as ações de Goldsten foram inspiradas no anarquismo. Goldstein era o chefe de um grupo anarquista-terrorista de judeus comunistas.